# Gestippelde konijnvis
De gestippelde konijnvis (Siganus stellatus) is een straalvinnige vissensoort uit de familie van konijnvissen (Siganidae). De wetenschappelijke naam van de soort is voor het eerst geldig gepubliceerd in 1775 door Forsskål.